# Окоп (Путивльский район)
Окоп (укр. Окіп) — село,
Вязенский сельский совет, Конотопский (до реформы 2020 г. — Путивльский) район, Сумская область, Украина.
Код КОАТУУ — 5923882305. Население по переписи 2001 года составляло 31 человек .

## Географическое положение
Село Окоп находится в 1,5 км от правого берега реки Клевень.
На расстоянии в 1 км расположено село Вятка.
Рядом проходит автомобильная дорога Т-1908.